# American National Standards Institute
American National Standards Institute forkortet ANSI er en privat organisation i USA som koordinerer udvikling af standarder på forskellige områder.

## Historie
Standardiseringsorganet blev grundlagt i 1918 som American Engineering Standards Committee (AESC) - fra 1928 American Standards Association - fra 1966 United States of America Standards Institute (USASI) - og senere i 1969 fik det navnet American National Standards Institute (ANSI).